# Crucifixion au Dominicain
La Crucifixion au Dominicain est une peinture à l'huile et a tempera sur panneau de bois. Elle a été exécutée vers 1410-1415 par Hermann Schadeberg, dont le nom de convention était « Maître de la Crucifixion au Dominicain » jusqu’à son identification en 2007. Initialement peinte pour le couvent des Dominicains de Colmar, elle est maintenant conservée au musée Unterlinden de Colmar.

## Historique
Il n’existe aucune mention de l’œuvre antérieure à la Révolution française. À cette date, elle se trouve dans la collégiale Saint-Martin, mais ce n’est probablement pas son lieu d’exposition d’origine. La présence d’un frère dominicain agenouillé au pied de la croix indique que le panneau a certainement été peint pour le couvent des Dominicains de Colmar. Le transfert d’un édifice à l’autre a alors pu se faire dans la première moitié du XVIIIe siècle, lorsque l’église des Dominicains est adaptée au goût du jour et les éléments gothiques retirés de celle-ci.

## Description
L’œuvre représente la Crucifixion sous une forme assez complète. Le Christ est encadré par le Bon Larron à sa droite et le Mauvais Larron à sa gauche. Les âmes des suppliciés, représentées sous la forme de petits personnages sont récupérées par Dieu le Père pour Jésus, un ange pour le Bon Larron et un diable pour le Mauvais Larron. La partie inférieure de l’œuvre est occupée par plusieurs groupes de personnages : à l’avant-plan gauche se trouvent les saintes-femmes, tandis que derrière elles Longinus perce le flanc du Christ ; à droite un groupe de soldats et au centre Jean l’évangéliste, en face duquel se trouve un frère dominicain agenouillé qui est à l’origine du nom du tableau. Entre eux se trouve une scène rarement représentée : un lion avec ses petits morts, qui seront ramenés à la vie lors de la Résurrection.

## Attribution
Dans le Rapport des citoyens Marquaire et Karpff dit Casimir du 15 octobre 1784, qui constitue la première mention écrite de l’œuvre, celle-ci est attribuée à Martin Schongauer. Cette attribution est contestée en 1860 par Louis Hugot, qui considère que le panneau a été réalisé par un peintre anonyme de Cologne. L’origine colonaise devient dominante dans la seconde moitié du XIXe siècle, jusqu’à sa remise en cause par Paul Ganz en 1924. Pour ce dernier, l’œuvre a été réalisé par le même atelier bâlois que le retable de la Crucifixion de l’abbaye de Mariastein. Cette théorie est toutefois remise en cause lorsque ce retable est finalement attribué à un peintre de la région de Salzbourg.
Les hypothèses d’attribution se multiplient dans les années qui suivent. Ilse Futterer le met en 1927 en relation avec d’autres œuvres produites dans la région du Rhin supérieur dans la première moitié du XVe siècle. Bien qu’Otto Benesch critique fortement dans les années 1930 ce lien et s’accroche à une origine autrichienne, les études postérieures confirment la théorie d’Ilse Futterer, Lilli Fischel l’attribuant d’ailleurs plus précisément à un peintre strasbourgeois en 1950. Dans les décennies suivantes, les historiens de l’art s’accordent sur le fait qu’il s’agisse d’une production du Rhin supérieur, mais l’origine strasbourgeoise reste contestée. Ainsi, Alfred Stange en place la réalisation plutôt à Colmar, et Roland Recht en Haute-Alsace.
Des tentatives sont faites plus récemment pour donner un nom au peintre anonyme, mais ces théories sont souvent insuffisamment étayées. Les propositions d’Albert Châtelet, qui l’assimile à Hans Tiefental, un artiste presque totalement inconnu par ailleurs, et de Robert Suckale, qui le nomme Hans Stocker, ne rencontrent ainsi que peu d’écho. La dernière proposition est faite par Philippe Lorentz en 2007, qui fait de Hermann Schadeberg et du maître de la Crucifixion au Dominicain une seule et même personne. À l’inverse des précédentes propositions, celle-ci trouve un support plus large au sein de la communauté scientifique et est retenue par le musée.